# (4961) Timherder
(4961) Timherder – planetoida z pasa głównego asteroid okrążająca Słońce w ciągu 5,61 lat w średniej odległości 3,16 j.a. Została odkryta 8 października 1958 roku w Lowell Observatory. Nazwa planetoidy pochodzi od Timothy’ego Scotta Herdera (ur. 1955) – zastępcy kierownika projektu misji sondy New Horizons agencji NASA.